# 民族之矛
民族之矛（[uˈmkʰonto we ˈsizwe]）是非洲人國民大會（簡稱非國大）的準軍事部隊分支，由納爾遜·曼德拉在沙佩維爾屠殺之後建立，是作為南非更廣泛的民族解放運動的一部分。民族之矛的建立表明非國大認為已經無法再以非暴力來限制自身，其使命是透過建立一支現代化的軍隊來支持非國大推動的政治計劃，並致力推翻南非當局和執政的國民黨。
關於民族之矛的實際規模並沒有準確的數據公佈。在巔峰時期，民族之矛擁有不超過11,000名成員，主要分佈在安哥拉、贊比亞以及蘇聯與華沙公約組織國家的訓練營內。民族之矛使用的軍備主要包括炸彈、AK-47突擊步槍和火箭推進榴彈。儘管民族之矛從未有足夠的後勤來發動大規模城市游擊戰，但其依然被視為反對種族隔離鬥爭的象徵。
在1961年6月，民族之矛向南非政府發出警告，稱如果政府不採取措施進行憲法改革以及增加政治權利的話，其將會進一步抵制政府的恐怖行為。1961年12月16日，民族之矛首次發起襲擊政府設施的行動。後來，民族之矛被南非政府與美國政府列為恐怖組織，並禁止民族之矛在其境內活動。
民族之矛曾經將總部設於約翰內斯堡里沃尼亞的富裕郊區。1963年7月11日，包括納爾遜·曼德拉、阿圖·戈爾德雷奇以及沃爾特·西蘇魯在內的19名非國大和民族之矛的領導人在里沃尼亞的利里斯里夫農場內被捕。該農場以阿圖·戈爾德雷奇个人名义、使用南非共產黨及非國大的资金购买，因為根據《集團區域法》，非白人的個人無法在該地區擁有房產。隨後進行了里沃尼亞審判，其中10名非國大的領導人因為“激烈的暴力革命”而需要就221項激進行為審判。在審判期間，當時民族之矛的首領威爾頓逃走了。
1990年8月，非國大全國執委會決定在與政府會面之前暫停武裝鬥爭。1994年，民族之矛併入南非國防軍。

## 形成的動機
在1960年3月的沙佩維爾屠殺後，更多非國大及南非共黨員深信現在是重新思考鬥爭方法的時候。非國大從“被動抵抗”轉為“武裝鬥爭”，改變了其一直以來奉行的非暴力政策。納爾遜·曼德拉與喬·斯洛沃被任命成為新秘密組織民族之矛的領導人。
在成立之初，民族之矛與非國大並沒有直接聯繫，而是作為代表南非人的“人民軍隊”。但根據曼德拉的說法，包括他自己在內的所有民族之矛創始成員都是非國大的黨員。在曼德拉著名的演講《我準備獻身》中，他概述了促使民族之矛成立的動機：
1961年6月初，經過對南非局勢的長期焦慮評估，我與一些同事得出的結論是，由於這個國家的暴力是不可避免的，在政府以武力來应对我們的和平要求的時候，非洲領導人繼續宣揚和平與非暴力是不現實及錯誤的。
這個結論並不是轻易得到的。只有當所有和平抗議渠道都被禁止，一切都失敗的時候，我們才決定開始進行暴力形式的政治鬥爭，並組建民族之矛。我們之所以這樣做並不是因為我們想這樣，而是因為政府讓我們別無選擇。在1961年12月16日出版的長矛宣言中，我們說：
在任何國家的生活中，只剩下兩種選擇——服從或戰鬥。現在，那個時候已經來到南非。我們不會屈服，我們別無選擇，只能用一切手段捍衛來我們的人民、我們的未來以及我們的自由。

第一，我們認為，由於政府的政策，非洲人民的暴力行為已成為不可避免的事情，除非有負責任的領導人來疏導以及控制我們人民的感情，否則恐怖主義的爆發會使這個國家的各種族之間產生強烈的痛苦與敵意，甚至不會因戰爭而產生。第二，我們認為，沒有暴力，非洲人民就無法在反對白人至上主義的鬥爭中取得成功。所有表達反對這一原則的合法渠道都已被立法結束，我們正處於要麼接受永久性劣勢、要麼夺取政权的立場。我們選擇違抗法律。我們首先會透過避免訴諸任何暴力的方式來違反法律；只有當這種方式被立法反對，政府採取武力來粉碎對其政策的反對聲音時，我們才會決定用暴力來回應。
曼德拉所提到的宣言由控方在作為審判的附錄AD中提出，其中包括以下陳述：
我們的人是武裝及受過訓練的自由戰士，而不是“恐怖分子”。

我們正在爭取民主的多數統治——非洲人統治非洲的權利。我們正在為南非而戰，在這裡，所有人都將享有和平與和諧、享有平等權利。我們不是像白人壓迫者一樣的種族主義者。非洲人國民大會向所有生活在我國的人傳遞自由的信息。
民族之矛的目的僅是針對諸如電力鐵塔等硬目標，並避免造成任何对人的杀伤。然而，民族之矛亦承認在某些情況下曾經忽略或違反了非國大的指示。

## 國內運動

### 1960年代—1970年代
1961年6月，曼德拉致函南非報章警告並寫道，除非政府同意召開全國憲法大會，否則將發動破壞活動。由1961年12月16日開始，民族之矛以曼德拉作為領導人，對政府目標進行炸彈襲擊，並計劃進行可能的游擊戰。該行動的第一個目標是電力分站。在接下來的18個月內，民族之矛陸續進行了其他破壞活動。政府聲稱民族之矛已經發起了更多破壞行為，並透過立法對恐怖活動作出回應，其中包括允許在未經審判的情況下無限期拘留嫌疑人，在里沃尼亞審判中的被告被指控犯下合共193次破壞行為。破壞行為包括攻擊政府郵件、機器與電力設施以及烧毁農作物。
1962年，曼德拉前往阿爾及利亞、埃及和加納，獲得三國的國際支持。回到南非後，喬·斯洛沃在談到曼德拉時說：“他出發前是非洲的共產主義者，回來時卻成為了非洲民族主義者”。
1962年12月，洛克斯馬爾·恩古德萊與丹尼士·戈德堡在開普敦郊外的馬姆雷組織了一個訓練營，該訓練營被認為是南非第一個民族之矛培訓中心；但由於引來安全警察的注意，該訓練營最終被迫放棄。民族之矛士兵最初在阿爾及利亞、坦桑尼亞和蘇聯接受培訓，但隨後民族之矛幾乎在所有社會主義國家以及幾個非洲國家建立了培訓中心。到了1964年，民族之矛已有數百名受過培訓的士兵。
1970年代早期，包括軍事領域在內的很多方面都是非國大的低點。試圖在南非重建民族之矛造成了許多損失，但包括克里斯·哈尼在內的部分成員一直都未注意到這問題。
1976年的索維托起義被鎮壓，導致大量年輕黑人男女流亡。他們急於對種族隔離政權進行反擊，並越過邊界前往羅得西亞尋求軍事訓練，不少新兵加入民族之矛，使其實力得以增強。在臨時愛爾蘭共和軍的協助之下，民族之矛重建了一支軍隊，並對例如薩索爾堡煉油廠等戰略要點攻擊，造成大約6,600萬蘭特的損失。然而，該部隊的紀律废弛，而且有指控說很多新招募的人員因無法承受過度的體能訓練而遭到折磨甚至殺害，例如強迫新兵跑步25公里而不休息，又或者是舉重150公斤。
1977年至1980年間，民族之矛開始一系列廣泛的軍事行動，對幾個警察局和農村進行襲擊。另一方面，有部分民族之矛士兵加入了警察部隊。此外，南非空軍發起更多針對民族之矛的襲擊行動，其派遣多次戰鬥機轟炸民族之矛在安哥拉的幾個基地。

### 1980年代

#### 炸彈襲擊
1983年，一枚炸彈在比勒陀利亞南非空軍總部附近的教堂街引爆，造成19人死亡，217人受傷。該宗事件由民族之矛策劃。
在1985年聖誕節前不久，當時民族之矛的幹部安德魯·西布西索·佐恩多引爆在納塔爾省南海岸購物中心一個垃圾箱內的炸藥，造成5人死亡，40人受傷。非國大在一份向真相與和解委員會提交的文件中寫道，作為對最近南非防衛軍襲擊萊索托的回應，佐恩多的行為雖然“可以理解”，但不符合非國大的政策。1986年，佐恩多被處決。在阿曼濟姆托蒂爆炸案發生後，美國國會議員在隆納·雷根政府的支持之下要求就是否將非國大和民族之矛列為恐怖組織進行表決。
在1986年，一枚炸彈在德班海灘一間酒吧內引爆，造成3人死亡，69人受傷。與此同時，在該酒吧外亦發現一輛放置了炸彈的汽車，原因是酒吧聲稱“安全警察經常光顧”。民族之矛成員羅伯特·麥克布賴德因策劃此宗“馬戈酒吧爆炸案”而被判處死刑。後來麥克布賴德獲得真相與和解委員會的大赦，並成為高級警官。
1987年，約翰內斯堡法院外發生爆炸，造成3名警察死亡，15人受傷；紐卡斯爾法庭在去年亦遭到類似襲擊，當時有24人受傷。同年，一枚炸彈在約翰內斯堡一個軍事指揮中心內爆炸，造成1人死亡，68人受傷。
民族之矛進行武裝鬥爭，並繼續襲擊一系列軟目標。在1988年，魯德普特一家銀行發生爆炸，造成4人死亡，18人受傷。在同年，一枚炸彈在地方法院外引爆，造成3人死亡。一枚汽車炸彈在約翰內斯堡埃利斯公園球場引爆，造成2人死亡，37人受傷。1980年代後期，包括溫皮餐廳與超市在內的餐廳及快餐店有大量炸彈，造成多人死亡與受傷。當中，民族之矛的襲擊特別針對溫皮餐廳，因為他們認為該餐廳嚴格執行很多種族隔離法律，例如將非白人逐出餐廳。

#### 地雷運動
在1980年代，民族之矛擴大對白人農民的行動，當中包括使用地雷。民族之矛認為農民是合法的襲擊目標，因為他們支持種族隔離。在1985年至1987年期間，民族之矛將反坦克地雷放在當時德蘭士瓦省北部的農村公路上。然而，由於這策略造成平民傷亡率高，加上當中死傷者又以黑人勞動力為主，因此地雷運動最終停止進行。非國大估計發生了30宗地雷爆炸事件，造成23人死亡，而政府則指出有57宗爆炸事件，造成25人死亡。

### 真相與和解委員會的判斷
真相與和解委員會认为，民族之矛使用酷刑是“常規”，而非國大拘留營內“沒有正當程序”的處決亦是例行公事。雖然酷刑不是非國大的正式政策，但該黨在1979年–1989年期間卻經常使用酷刑。其將德班爆炸事件稱為“嚴重侵犯人權”。
此外，真相與和解委員會在其報告中還指出，雖然“非國大在衝突過程中違反了《日內瓦議定書》，且負責實施嚴重侵犯人權行為……在（南非）衝突的三個主要政黨之中，只有非國大承諾遵守《日內瓦議定書》的原則，並主要按照國際人道主義法來進行武裝鬥爭”。

## 國外軍事活動

### 安哥拉
1969年1月，非國大宣布聲援安哥拉人民解放運動，並與該黨建立了密切的軍事關係，隨後非國大亦參與了安哥拉独立战争。由於兩國的解放運動均透過各自的共產黨與蘇聯有所聯繫，使得這兩個解放運動實際上被捲入意識形態的衝突之中。在由亞非人民團結組織聯同世界和平理事會所組織的第一次聲援南部非洲戰鬥人民與葡萄牙殖民地國際團結會議上，安人運及非國大與西南非洲人民組織、津巴布韋非洲人民聯盟以及幾內亞和佛得角非洲獨立黨一起建立了正式的軍事聯盟。該軍事聯盟被稱為喀土穆聯盟。
在1970年代中期安哥拉獨立時，非國大–安人運聯盟有了新的意義。隨著安哥拉和莫桑比克獨立，民族之矛成功在兩國邊境附近建立了培訓設施以及軍事基地。在古巴的支持下，安人運得以鞏固權力，之後安人運授權民族之矛於安哥拉建立培訓設施。民族之矛在安哥拉的主要基地位於諾沃卡特古埃，古巴軍事顧問訓練了多達500名新兵。為了表彰古巴在監督訓練計劃方面的作用，民族之矛將第三支隊命名為“蒙卡達支隊”。此外，民族之矛在安哥拉基巴謝等地亦有一些較小的訓練營。除古巴外，蘇聯也應奧利弗·坦博的要求派出了一些教官；1976年至1991年期間，200名蘇聯軍事人員在安哥拉幾個民族之矛訓練營內擔任培訓人員。
在安哥拉，非國大及民族之矛的存在再次點燃了西南非洲人民組織與其武裝派別納米比亞人民解放軍所組成的聯盟。納米比亞人民解放軍與民族之矛經常於安哥拉共用設施，並協調運輸消耗品以及戰爭物資。
1984年，民族之矛在安哥拉的難民營發生了一連串叛亂，其後叛亂被非國大的內部安全部門姆博科多鎮壓。在此期間，非國大拘留並處決了一些涉嫌顛覆或不效忠於民族之矛的持不同政見者。
民族之矛在安哥拉的存在使其不可避免地捲入了安哥拉內戰。1983年8月，民族之矛在基巴塞附近部署了一個營，以對抗爭取安哥拉徹底獨立全國聯盟的叛亂分子。除此之外，民族之矛還參加了奎托夸納瓦萊戰役，並在胡珀行動和帕克行動期間與南非及安盟的聯合遠征部隊交戰。在奎托夸納瓦萊戰役期間，有至少100名民族之矛幹部被殺，是歷史上民族之矛傷亡人數最多的戰役，因此具有巨大的象徵意義。此外，透過參加常規戰鬥和直接對抗南非軍隊，民族之矛的聲望在南非境內得到極大提升。

### 羅得西亞／津巴布韋
在羅德西亞叢林戰爭期間，民族之矛與津巴布韋非洲人民聯盟的武裝部隊津巴布韋人民革命軍結盟。民族之矛開始使用津巴布韋人民革命軍提供的滲透路線，向在南非的民族之矛士兵供應物資，並於1967年8月與後者組織了聯合遠征軍。在尼克凱爾行動期間，羅得西亞安全部隊基本消滅了一支民族之矛–津巴布韋人民革命軍聯合部隊，而倖存者則越過贊比西河邊境進入博茨瓦納及贊比亞。
奧利弗·坦博在談到關於民族之矛與津巴布韋人民革命軍的聯盟時表示：“我們與津巴布韋非洲人民聯盟有著密切的政治關係，這些關係發展成為軍事層面的關係，直到我們能夠共同作戰。這種緊密聯盟是在解放運動中，人們首個可以回憶起的聯盟。在以前，實際上沒有一個例子是由來自不同地區的自由戰士一起參與戰鬥”。

## 暫停鬥爭與解散
1987年，喬·斯洛沃將民族之矛的總參謀長一職位讓予克里斯·哈尼。自1988年以來，哈尼主張加強武裝鬥爭，使非國大與政府之間的關係變得緊張。而塔博·姆貝基則認為進行破壞行動及攻擊的成效低下，並支持非國大與比勒陀利亞政府展開對話。
1990年3月，非國大軍事指揮官喬·穆迪斯在接受《先驅報》專訪時表示：“為了促進談判，民族之矛可以考慮暫停武裝鬥爭，但不考慮放下武器”。8月，非國大全國執委會決定在與政府會面之前暫停武裝鬥爭。8月7日，經過15個小時會談後，非國大與南非政府發表聯合聲明：非國大宣布立即暫停所有武裝行動，而政府則承諾盡快解除納塔爾省的緊急狀態，並審查安全立法及其適用情況，以確保政治活動自由。1993年11月，民族之矛開始與南非防衛軍進行整合。直至1994年，民族之矛正式併入南非國防軍。

### 引用
1. 1 2 3  . South African History Online. 2011-11-07  [2019-06-11]. （原始内容存档于2018-10-20）.
2. 1 2 3 4 5 6 7  . South African History Online.   [2019-06-11]. （原始内容存档于2018-10-09）.
3. 1 2  . The Telegraph. 2011-02-05  [2019-06-11]. （原始内容存档于2019-04-10）.
4. 1 2 3 4  . South African History Online. 2011-03-20  [2019-06-10]. （原始内容存档于2019-01-19）.
5. ↑  . African National Congress. 1961-12-16  [2006-12-30]. （原始内容存档于2006-12-17）.
6. ↑  Stephen Ellis. . Hérodote, revue de géographie et de géopolitique. 1996: 82-83 （法语）.
7. 1 2 3 4 5  . South African History Online. 2011-04-04  [2019-06-11]. （原始内容存档于2018-11-24）.
8. ↑  .   [2015-01-21]. （原始内容存档于2015-02-20）.
9. 1 2 3  . Gauteng Tourism Authority.   [2019-06-11]. （原始内容存档于2017-06-15）.
10. 1 2  . South African History Online. 2011-03-16  [2019-06-11]. （原始内容存档于2019-03-28）.
11. ↑  . SciELO. 2017-11  [2019-06-11]. （原始内容存档于2021-06-08）.
12. ↑  . South African History Online. 2014-12-09  [2019-06-11]. （原始内容存档于2019-03-09）.
13. 1 2 3 4 5 6 7  . South African History Online. 2011-03-20  [2019-06-12]. （原始内容存档于2019-02-15）.
14. 1 2  . The South African Military History Society. 2000-06  [2019-06-11]. （原始内容存档于2018-10-04）.
15. 1 2 3 4 5 6 7 8 9 10 11 12  Rocky Williams. . Military History Journal: Vol 11 No.5.   [2019-06-16]. （原始内容存档于2013-12-09）.
16. ↑  . Nelson Mandela Foundation.   [2019-06-11]. （原始内容存档于2021-05-16）.
17. 1 2  . African National Congress.   [2015-01-21]. （原始内容存档于2015-03-20）.
18. 1 2  . United Nations.   [2019-06-11]. （原始内容存档于2018-11-11）.
19. ↑  . University of the Witwatersrand.   [2019-06-16]. （原始内容存档于2019-06-16）.
20. ↑  . Public.wsu.edu.   [2013-04-29]. （原始内容存档于2012-01-04）.
21. ↑  Goldberg, Denis. . University Press of Kentucky. 2016: 66. ISBN 9780813166858.
22. ↑  . Truth and Reconciliation Commission. 1996-08  [2008-10-05]. （原始内容存档于2008-12-01）.
23. 1 2  Douglas O. Linder (2010). The Nelson Mandela (Rivonia) Trial: An Account （页面存档备份，存于）.
24. ↑  . Findingdulcinea.com.   [2013-04-29]. （原始内容存档于2013-04-13）.
25. ↑  . Daily Maverick. 2018-07-18  [2019-06-11]. （原始内容存档于2018-07-18）.
26. ↑  . Anc.org.za.   [2013-04-29]. （原始内容存档于2013-12-13）.
27. ↑  . IPI Global Observatory. 2013-12-09  [2019-06-11]. （原始内容存档于2016-09-10）.
28. ↑  . The Economist.   [2015-01-21]. （原始内容存档于2015-01-03）.
29. ↑  Goldberg, Denis. . University Press of Kentucky. 2016: 71-26. ISBN 9780813166858.
30. ↑  . The O'Malley Archives.   [2019-06-11]. （原始内容存档于2018-07-24）.
31. ↑  . South African History Online. 2013-05-21  [2019-06-11]. （原始内容存档于2019-04-01）.
32. ↑  . organizedrage.com.   [2019-06-10]. （原始内容存档于2018-11-06）.
33. ↑   (PDF). Truth and Reconciliation Commission of South Africa Report (Truth and Reconciliation Commission): 36.   [2019-06-10]. （原始内容存档 (PDF)于2018-11-11）.
34. ↑  . BBC.   [2015-03-14]. （原始内容存档于2017-10-11）.
35. ↑  . SAPA.   [2015-03-14]. （原始内容存档于2015-04-24）.
36. ↑  . City Press. 2016-01-03  [2019-06-11]. （原始内容存档于2016-12-24）.
37. ↑   (PDF). Truth and Reconciliation Commission of South Africa Report (Truth and Reconciliation Commission): 330.   [2019-06-10]. （原始内容存档 (PDF)于2018-11-11）.
38. ↑  . South African History Online. 2011-10-24  [2019-06-16]. （原始内容存档于2019-06-16）.
39. 1 2  . South African History Online. 2011-03-16  [2019-06-11]. （原始内容存档于2018-09-27）.
40. 1 2   (PDF). Truth and Reconciliation Commission of South Africa Report (Truth and Reconciliation Commission): 333.   [2019-06-10]. （原始内容存档 (PDF)于2018-11-11）. The consequence in these cases, such as the magoo's bar and the durban esplanade bombings, were gross violations of human rights in that they resulted in injuries to and the deaths of civilians.
41. ↑  . Mail & Guardian. 2014-02-28  [2019-06-11]. （原始内容存档于2018-04-25）.
42. ↑  . South African History Online. 2011-03-16  [2019-06-11]. （原始内容存档于2017-12-19）.
43. ↑  . South African History Online. 2011-03-16  [2019-06-11]. （原始内容存档于2017-08-02）.
44. 1 2 3  . The O'Malley Archives.   [2019-06-11]. （原始内容存档于2018-04-18）.
45. ↑  . South African History Online. 2011-03-16  [2019-06-11]. （原始内容存档于2016-03-06）.
46. ↑  . New York Times. 1988-08-24  [2014-07-18]. （原始内容存档于2014-07-26）.
47. ↑  .   [2014-07-18]. （原始内容存档于2014-10-08）.
48. ↑  . Department of Justice and Correctional Services. 1997-05-12  [2019-06-11]. （原始内容存档于2018-09-29）.
49. ↑   (PDF). Truth and Reconciliation Commission of South Africa Report (Truth and Reconciliation Commission): 333.   [2019-06-10]. （原始内容存档 (PDF)于2018-11-11）.
50. ↑  . Mail & Guardian. 2013-09-27  [2019-06-11]. （原始内容存档于2014-01-31）.
51. ↑   (PDF). Truth and Reconciliation Commission of South Africa Report (Truth and Reconciliation Commission): 366.   [2019-06-10]. （原始内容存档 (PDF)于2018-11-11）. The commission finds that 'suspected agents' were routinely subjected to severe torture and other forms of severe ill-treatment and that there were cases where such individuals were charged and convicted by tribunals without proper attention to due process being afforded them, sentenced to death and executed...With regard to allegations of torture, the commission finds that, although it was not anc policy to use torture, the security department of the anc routinely used torture to extract information and confessions from those being held in camps, particularly in the period 1979-89.
52. ↑   (PDF). Truth and Reconciliation Commission of South Africa Report (Truth and Reconciliation Commission): 333.   [2019-06-11]. （原始内容 (PDF)存档于2012-05-15）.
53. 1 2 3 4 5 6 7  Dreyer, Ronald. . London: Kegan Paul International. 1994: 59–60. ISBN 978-0710304711.
54. 1 2 3 4  George, Edward. . New York: Frank Cass Publishers. 2005: 123. ISBN 978-0415647106.
55. 1 2  Shubin, Vladimir Gennadyevich. . London: Pluto Press. 2008: 92–93, 249. ISBN 978-0-7453-2472-2.
56. 1 2  Hughes, Geraint. . Brighton: Sussex Academic Press. 2014: 65–79. ISBN 978-1845196271.
57. 1 2 3 4 5 6 7  Thomas, Scott. . London: Tauris Academic Studies. 1995: 200–202. ISBN 978-1850439936.

### 來源
- Nelson Mandela: Der lange Weg zur Freiheit. Autobiographie. S. Fischer 1994, ISBN 3-10-047404-X.
- Tsepe Motumi: Umkhonto we Sizwe - Structure, Training and Force Levels (1984 to 1994). In: African Defence Review. Issue No 18, 1994  (online)
- Rocky Williams:   The other armies: A brief historical overview of Umkhonto We Sizwe (MK), 1961–1994. In: Military History Journal.  Vol. 11, No. 5, Juni 2000. The South African Military History Society. (online （页面存档备份，存于）)

## 扩展閱讀
- Shubin, Vladimir (Institute for African Studies, Russian Academy of Sciences), "Unsung Heroes: The Soviet Military and the Liberation of Southern Africa", Cold War History, Vol. 7, No. 2, May 2007
- The other armies: A brief historical overview of UUmkhonto we Sizwehonto We Sizwe (Umkhonto we Sizwe), 1961–1994 – The South African Military History Society (Military History Journal, Vol 11 No 5)
- Shubin, Vladimir. Moscow and ANC: Three Decades of Co-operation and Beyond'
- Rocky Williams, Rocky. Articles in the Journal of Security Sector Management and others
- . South African History Online. 2011-03-20  [2019-06-10]. （原始内容存档于2019-01-19）.
- The Question of Violence in Contemporary African Political Thought （页面存档备份，存于） – PDF document by Kwasi Wiredu

## 外部連結
- Collection of UUmkhonto we Sizwehonto we Sizwe documents – from anc.org, timeline and manifesto.